# Liste des villes d'Allemagne
Liste, par ordre alphabétique, de 2007 sur exactement 2 054 communes d'Allemagne qui possédaient le statut de ville le 1er janvier 2020.
Répartition par Land :
| - Bavière : 315 - Bade-Wurtemberg : 311 - Rhénanie-du-Nord-Westphalie : 268 - Hesse : 187 | - Saxe : 178 - Basse-Saxe : 164 - Thuringe : 127 - Saxe-Anhalt : 124 | - Rhénanie-Palatinat : 122 - Brandebourg : 112 - Mecklembourg-Poméranie-Occidentale : 84 - Schleswig-Holstein : 63 | - Sarre : 17 - Brême : 2 - Berlin : 1 - Hambourg : 1 |

Pour une liste en ordre du nombre d'habitants des plus grandes villes allemandes, voir la liste des plus grandes villes d'Allemagne.
- Haut – A
- B
- C
- D
- E
- F
- G
- H
- I
- J
- K
- L
- M
- N
- O
- P
- Q
- R
- S
- T
- U
- V
- W
- X
- Y
- Z

## A
| | | |
| Aach (Bade-Wurtemberg) Aalen (Bade-Wurtemberg) Abenberg (Bavière) Abensberg (Bavière) Achern (Bade-Wurtemberg) Achim (Basse-Saxe) Adelsheim (Bade-Wurtemberg) Adenau (Rhénanie-Palatinat) Adorf/Vogtl. (Saxe) Ahaus (Rhénanie-du-Nord-Westphalie) Ahlen (Rhénanie-du-Nord-Westphalie) Ahrensburg (Schleswig-Holstein) Aichach (Bavière) Aichtal (Bade-Wurtemberg) Aix-la-Chapelle (Rhénanie-du-Nord-Westphalie) Aken (Saxe-Anhalt) Albstadt (Bade-Wurtemberg) Alfeld (Basse-Saxe) Allendorf (Hesse) Allstedt (Saxe-Anhalt) Alpirsbach (Bade-Wurtemberg) Alsfeld (Hesse) Alsdorf (Rhénanie-du-Nord-Westphalie) | Alsleben (Saxe-Anhalt) Altdorf bei Nürnberg (Bavière) Altena (Rhénanie-du-Nord-Westphalie) Altenau (Basse-Saxe) Altenberg (Saxe) Altenbourg (Thuringe) Altenkirchen (Westerwald) (Rhénanie-Palatinat) Altensteig (Bade-Wurtemberg) Altentreptow (Mecklembourg-Poméranie-Occidentale) Altlandsberg (Brandebourg) Altötting (Bavière) Alzenau (Bavière) Alzey (Rhénanie-Palatinat) Amberg (Bavière) Amöneburg (Hesse) Amorbach (Bavière) Andernach (Rhénanie-Palatinat) Angermünde (Brandebourg) Anklam (Mecklembourg-Poméranie-Occidentale) Annaberg-Buchholz (Saxe) Annaburg (Saxe-Anhalt) Annweiler am Trifels (Rhénanie-Palatinat) Ansbach (Bavière) | Apolda (Thuringe) Arendsee (Saxe-Anhalt) Arneburg (Saxe-Anhalt) Arnis (Schleswig-Holstein) Arnsberg (Rhénanie-du-Nord-Westphalie) Arnstadt (Thuringe) Arnstein (Bavière) Artern (Thuringe) Arzberg (Bavière) Aschaffenbourg (Bavière) Aschersleben (Saxe-Anhalt) Asperg (Bade-Wurtemberg) Aßlar (Hesse) Attendorn (Rhénanie-du-Nord-Westphalie) Aub (Bavière) Aue (Saxe) Auerbach in der Oberpfalz (Bavière) Auerbach/Vogtl. (Saxe) Augsbourg (Bavière) Augustusburg (Saxe) Aulendorf (Bade-Wurtemberg) Auma (Thuringe) Aurich (Basse-Saxe) |

## B
| | | |
| Babenhausen (Hesse) Bacharach (Rhénanie-Palatinat) Backnang (Bade-Wurtemberg) Bad Aibling (Bavière) Bad Arolsen (Hesse) Bad Bentheim (Basse-Saxe) Bad Bergzabern (Rhénanie-Palatinat) Bad Berka (Thuringe) Bad Berleburg (Rhénanie-du-Nord-Westphalie) Bad Berneck (Bavière) Bad Bevensen (Basse-Saxe) Bad Bibra (Saxe-Anhalt) Bad Blankenburg (Thuringe) Bad Bramstedt (Schleswig-Holstein) Bad Breisig (Rhénanie-Palatinat) Bad Brückenau (Bavière) Bad Buchau (Bade-Wurtemberg) Bad Camberg (Hesse) Bad Colberg-Heldburg (Thuringe) Bad Doberan (Mecklembourg-Poméranie-Occidentale) Bad Driburg (Rhénanie-du-Nord-Westphalie) Bad Düben (Saxe) Bad Dürkheim (Rhénanie-Palatinat) Bad Dürrenberg (Saxe-Anhalt) Bad Dürrheim (Bade-Wurtemberg) Bad Elster (Saxe) Bad Ems (Rhénanie-Palatinat) Baden-Baden (Bade-Wurtemberg) Bad Fallingbostel (Basse-Saxe) Bad Frankenhausen (Thuringe) Bad Freienwalde (Brandebourg) Bad Friedrichshall (Bade-Wurtemberg) Bad Gandersheim (Basse-Saxe) Bad Gottleuba-Berggießhübel (Saxe.) Bad Griesbach im Rottal (Bavière) Bad Grund (Basse-Saxe) Bad Harzburg (Basse-Saxe) Bad Herrenalb (Bade-Wurtemberg) Bad Hersfeld (Hesse) Bad Homburg vor der Höhe (Hesse) Bad Honnef (Rhénanie-du-Nord-Westphalie) Bad Hönningen (Rhénanie-Palatinat) Bad Iburg (Basse-Saxe) Bad Karlshafen (Hesse) Bad Kissingen (Bavière) Bad König (Hesse) Bad Königshofen im Grabfeld (Bavière) Bad Kösen (Saxe-Anhalt) Bad Köstritz (Thuringe) Bad Kötzting (Bavière) Bad Kreuznach (Rhénanie-Palatinat) Bad Krozingen (Bade-Wurtemberg) Bad Laasphe (Rhénanie-du-Nord-Westphalie) Bad Langensalza (Thuringe) Bad Lauchstädt (Saxe-Anhalt) Bad Lausick (Saxe) Bad Lauterberg im Harz (Basse-Saxe) Bad Liebenstein (Thuringe) Bad Liebenwerda (Brandebourg) Bad Liebenzell (Bade-Wurtemberg) Bad Lippspringe (Rhénanie-du-Nord-Westphalie) Bad Lobenstein (Thuringe) Bad Marienberg (Rhénanie-Palatinat) Bad Mergentheim (Bade-Wurtemberg) Bad Münder am Deister (Basse-Saxe) Bad Münster am Stein-Ebernburg (Rhénanie-Palatinat) Bad Münstereifel (Rhénanie-du-Nord-Westphalie) Bad Muskau (Saxe) Bad Nauheim (Hesse) Bad Nenndorf (Basse-Saxe) Bad Neuenahr-Ahrweiler (Rhénanie-Palatinat) Bad Neustadt an der Saale (Bavière) Bad Oeynhausen (Rhénanie-du-Nord-Westphalie) Bad Oldesloe (Schleswig-Holstein) Bad Orb (Hesse) Bad Pyrmont (Basse-Saxe) Bad Rappenau (Bade-Wurtemberg) Bad Reichenhall (Bavière) Bad Rodach (Bavière) Bad Sachsa (Basse-Saxe) Bad Säckingen (Bade-Wurtemberg) Bad Salzdetfurth (Basse-Saxe) Bad Salzuflen (Rhénanie-du-Nord-Westphalie) Bad Salzungen (Thuringe) Bad Saulgau (Bade-Wurtemberg) Bad Schandau (Saxe) Bad Schmiedeberg (Saxe-Anh.) Bad Schussenried (Bade-Wurtemberg) Bad Schwalbach (Hesse) Bad Schwartau (Schleswig-Holst.) Bad Segeberg (Schleswig-Holstein) | Bad Sobernheim (Rhénanie-Palatinat) Bad Soden am Taunus (Hesse) Bad Soden-Salmünster (Hesse) Bad Sooden-Allendorf (Hesse) Bad Staffelstein (Bavière) Bad Sulza (Thuringe) Bad Sülze (Mecklembourg-Poméranie-Occidentale) Bad Teinach-Zavelstein (Bade-Wurtemberg) Bad Tennstedt (Thuringe) Bad Tölz (Bavière) Bad Urach (Bade-Wurtemberg) Bad Vilbel (Hesse) Bad Waldsee (Bade-Wurtemberg) Bad Wildbad (Bade-Wurtemberg) Bad Wildungen (Hesse) Bad Wilsnack (Brandebourg) Bad Wimpfen (Bade-Wurtemberg) Bad Windsheim (Bavière) Bad Wörishofen (Bavière) Bad Wünnenberg (Rhénanie-du-Nord-Westphalie) Bad Wurzach (Bade-Wurtemberg) Baesweiler (Rhénanie-du-Nord-Westphalie) Baiersdorf (Bavière) Balingen (Bade-Wurtemberg) Ballenstedt (Saxe-Anhalt) Balve (Rhénanie-du-Nord-Westphalie) Bamberg (Bavière) Barby (Saxe-Anhalt) Bargteheide (Schleswig-Holstein) Barmstedt (Schleswig-Holstein) Bärnau (Bavière) Barntrup (Rhénanie-du-Nord-Westphalie) Barsinghausen (Basse-Saxe) Barth (Mecklembourg-Poméranie-Occidentale) Baruth/Mark (Brandebourg) Bassum (Basse-Saxe) Battenberg (Hesse) Baumholder (Rhénanie-Palatinat) Baunach (Bavière) Baunatal (Hesse) Bautzen (Saxe) Bayreuth (Bavière) Bebra (Hesse) Beckum (Rhénanie-du-Nord-Westphalie) Bedburg (Rhénanie-du-Nord-Westphalie) Beelitz (Brandebourg) Beerfelden (Hesse) Beeskow (Brandebourg) Beilngries (Bavière) Beilstein (Bade-Wurtemberg) Belgern (Saxe) Belzig (Brandebourg) Bendorf (Rhénanie-Palatinat) Benneckenstein (Saxe-Anhalt) Bensheim (Hesse) Berching (Bavière) Berga/Elster (Thuringe) Bergen an der Dumme (Basse-Saxe) Bergen auf Rügen (Mecklembourg-Poméranie-Occidentale) Bergheim (Rhénanie-du-Nord-Westphalie) Bergisch Gladbach (Rhénanie-du-Nord-Westphalie) Bergkamen (Rhénanie-du-Nord-Westphalie) Bergneustadt (Rhénanie-du-Nord-Westphalie) Berka/Werra (Thuringe) Berlin (Land Berlin / capitale fédérale) Bernau bei Berlin (Brandebourg) Bernbourg (Saxe-Anhalt) Bernkastel-Kues (Rhénanie-Palatinat) Bernsdorf (Saxe) Bernstadt a. d. Eigen (Saxe) Bersenbrück (Basse-Saxe) Besigheim (Bade-Wurtemberg) Betzdorf (Rhénanie-Palatinat) Betzenstein (Bavière) Beverungen (Rhénanie-du-Nord-Westphalie) Bexbach (Sarre) Biberach an der Riß (Bade-Wurtemberg) Biedenkopf (Hesse) Bielefeld (Rhénanie-du-Nord-Westphalie) Biesenthal (Brandebourg) Bietigheim-Bissingen (Bade-Wurtemberg) Billerbeck (Rhénanie-du-Nord-Westphalie) Bingen am Rhein (Rhénanie-Palatinat) Birkenfeld (Rhénanie-Palatinat) Bischofsheim an der Rhön (Bavière) Bischofswerda (Saxe) Bismark (Saxe-Anhalt) Bitburg (Rhénanie-Palatinat) Bitterfeld (Saxe-Anhalt) Blankenburg (Harz) (Saxe-Anhalt) Blankenhain (Thuringe) | Blaubeuren (Bade-Wurtemberg) Bleckede (Basse-Saxe) Bleicherode (Thuringe) Blieskastel (Sarre) Blomberg (Rhénanie-du-Nord-Westphalie) Blumberg (Bade-Wurtemberg) Bobingen (Bavière) Böblingen (Bade-Wurtemberg) Bocholt (Rhénanie-du-Nord-Westphalie) Bochum (Rhénanie-du-Nord-Westphalie) Bockenem (Basse-Saxe) Bodenwerder (Basse-Saxe) Bogen (Bavière) Böhlen (Saxe) Boizenburg/Elbe (Mecklembourg-Poméranie-Occidentale) Bonn (Rhénanie-du-Nord-Westphalie) Bonndorf im Schwarzwald (Bade-Wurtemberg) Bönnigheim (Bade-Wurtemberg) Bopfingen (Bade-Wurtemberg) Boppard (Rhénanie-Palatinat) Borgentreich (Rhénanie-du-Nord-Westphalie) Borgholzhausen (Rhénanie-du-Nord-Westphalie) Borken (Rhénanie-du-Nord-Westphalie) Borken (Hesse) Borkum (Basse-Saxe) Borna (Saxe) Bornheim (Rhénanie-du-Nord-Westphalie) Bottrop (Rhénanie-du-Nord-Westphalie) Boxberg (Bade-Wurtemberg) Brackenheim (Bade-Wurtemberg) Brake (Basse-Saxe) Brakel (Rhénanie-du-Nord-Westphalie) Bramsche (Basse-Saxe) Brandebourg-sur-la-Havel (Brandebourg) Brand-Erbisdorf (Saxe) Brandis (Saxe) Braubach (Rhénanie-Palatinat) Braunfels (Hesse) Braunlage (Basse-Saxe) Bräunlingen (Bade-Wurtemberg) Braunsbedra (Saxe-Anhalt) Breckerfeld (Rhénanie-du-Nord-Westphalie) Bredstedt (Schleswig-Holstein) Brehna (Saxe-Anhalt) Breisach am Rhein (Bade-Wurtemberg) Brême (Land Brême et Ville libre et hanséatique de Brême) Bremerhaven (Land Brême) Bremervörde (Basse-Saxe) Bretten (Bade-Wurtemberg) Breuberg (Hesse) Brilon (Rhénanie-du-Nord-Westphalie) Brotterode (Thuringe) Bruchköbel (Hesse) Bruchsal (Bade-Wurtemberg) Brück (Brandebourg) Brüel (Mecklembourg-Poméranie-Occidentale) Brühl (Rhénanie-du-Nord-Westphalie) Brunsbüttel (Schleswig-Holstein) Brunswick (Basse-Saxe) Brüssow (Brandebourg) Buchen (Bade-Wurtemberg) Buchholz in der Nordheide (Basse-Saxe) Buchloe (Bavière) Bückeburg (Basse-Saxe) Buckow (Brandebourg) Büdelsdorf (Schleswig-Holstein) Büdingen (Hesse) Bühl (Bade-Wurtemberg) Bünde (Rhénanie-du-Nord-Westphalie) Büren (Rhénanie-du-Nord-Westphalie) Burg (Saxe-Anhalt) Burgau (Bavière) Burgbernheim (Bavière) Burgdorf (Basse-Saxe) Bürgel (Thuringe) Burghausen (Bavière) Burgkunstadt (Bavière) Burglengenfeld (Bavière) Burgstädt (Saxe) Burg Stargard (Mecklembourg-Poméranie-Occidentale) Burgwedel (Basse-Saxe) Burladingen (Bade-Wurtemberg) Burscheid (Rhénanie-du-Nord-Westphalie) Bürstadt (Hesse) Buttelstedt (Thuringe) Buttstädt (Thuringe) Butzbach (Hesse) Bützow (Mecklembourg-Poméranie-Occidentale) Buxtehude (Basse-Saxe) |

## C
| | | |
| Calau (Brandebourg) Calbe (Saxe-Anhalt) Calw (Bade-Wurtemberg) Cassel (Hesse) Castrop-Rauxel (Rhénanie-du-Nord-Westphalie) Celle (Basse-Saxe) Cham (Bavière) Chemnitz (Saxe) Clausthal-Zellerfeld (Basse-Saxe) Clèves (Rhénanie-du-Nord-Westphalie) | Clingen (Thuringe) Cloppenburg (Basse-Saxe) Cobourg (Bavière) Cochem (Rhénanie-Palatinat) Coesfeld (Rhénanie-du-Nord-Westphalie) Colditz (Saxe) Cologne (Rhénanie-du-Nord-Westphalie) Constance (Bade-Wurtemberg) Coswig (Saxe) Coswig (Saxe-Anhalt) | Cottbus (Brandebourg) Crailsheim (Bade-Wurtemberg) Creglingen (Bade-Wurtemberg) Creußen (Bavière) Creuzburg (Thuringe) Crimmitschau (Saxe) Crivitz (Mecklembourg-Poméranie-Occidentale) Cuxhaven (Basse-Saxe) |

- Haut – A
- B
- C
- D
- E
- F
- G
- H
- I
- J
- K
- L
- M
- N
- O
- P
- Q
- R
- S
- T
- U
- V
- W
- X
- Y
- Z

## D
| | | |
| Dachau (Bavière) Dahlen (Saxe) Dahme/Mark (Brandebourg) Dahn (Rhénanie-Palatinat) Damme (Basse-Saxe) Dannenberg (Basse-Saxe) Dargun (Mecklembourg-Poméranie-Occidentale) Darmstadt (Hesse) Dassel (Basse-Saxe) Dassow (Mecklembourg-Poméranie-Occidentale) Datteln (Rhénanie-du-Nord-Westphalie) Daun (Rhénanie-Palatinat) Deggendorf (Bavière) Deidesheim (Rhénanie-Palatinat) Delbrück (Rhénanie-du-Nord-Westphalie) Delitzsch (Saxe) Delmenhorst (Basse-Saxe) Demmin (Mecklembourg-Poméranie-Occidentale) Dessau-Roßlau (Saxe-Anhalt) Detmold (Rhénanie-du-Nord-Westphalie) Dettelbach (Bavière) Deux-Ponts (Rhénanie-Palatinat) Dieburg (Hesse) | Diemelstadt (Hesse) Diepholz (Basse-Saxe) Dierdorf (Rhénanie-Palatinat) Dietenheim (Bade-Wurtemberg) Dietfurt an der Altmühl (Bavière) Dietzenbach (Hesse) Diez (Rhénanie-Palatinat) Dillenburg (Hesse) Dillingen an der Donau (Bavière) Dillingen (Sarre) Dingelstädt (Thuringe) Dingolfing (Bavière) Dinkelsbühl (Bavière) Dinklage (Basse-Saxe) Dinslaken (Rhénanie-du-Nord-Westphalie) Dippoldiswalde (Saxe) Dissen am Teutoburger Wald (Basse-Saxe) Ditzingen (Bade-Wurtemberg) Döbeln (Saxe) Doberlug-Kirchhain (Brandebourg) Döbern (Brandebourg) Dohna (Saxe) Dömitz (Mecklembourg-Poméranie-Occidentale) | Dommitzsch (Saxe) Donaueschingen (Bade-Wurtemberg) Donauwörth (Bavière) Donzdorf (Bade-Wurtemberg) Dorfen (Bavière) Dormagen (Rhénanie-du-Nord-Westphalie) Dornburg-Camburg (Thuringe) Dornhan (Bade-Wurtemberg) Dornstetten (Bade-Wurtemberg) Dorsten (Rhénanie-du-Nord-Westphalie) Dortmund (Rhénanie-du-Nord-Westphalie) Dransfeld (Basse-Saxe) Drebkau (Brandebourg) Dreieich (Hesse) Drensteinfurt (Rhénanie-du-Nord-Westphalie) Dresde (capitale du Land de Saxe) Drolshagen (Rhénanie-du-Nord-Westphalie) Duderstadt (Basse-Saxe) Duisbourg (Rhénanie-du-Nord-Westphalie) Dülmen (Rhénanie-du-Nord-Westphalie) Düren (Rhénanie-du-Nord-Westphalie) Düsseldorf (capitale du Land de Rhénanie-du-Nord-Westphalie) |

## E
| | | |
| Ebeleben (Thuringe) Eberbach (Bade-Wurtemberg) Ebermannstadt (Bavière) Ebern (Bavière) Ebersbach an der Fils (Bade-Wurtemberg) Ebersbach/Sa. (Saxe) Ebersberg (Bavière) Eberswalde (Brandebourg) Eckartsberga (Saxe-Anhalt) Eckernförde (Schleswig-Holstein) Edenkoben (Rhénanie-Palatinat) Egeln (Saxe-Anhalt) Eggenfelden (Bavière) Eggesin (Mecklembourg-Poméranie-Occidentale) Ehingen (Donau) (Bade-Wurtemberg) Ehrenfriedersdorf (Saxe) Eibelstadt (Bavière) Eibenstock (Saxe) Eichstätt (Bavière) Eilenburg (Saxe) Einbeck (Basse-Saxe) Eisenach (Thuringe) Eisenberg (Thuringe) Eisenberg (Pfalz) (Rhénanie-Palatinat) Eisenhüttenstadt (Brandebourg) Eisfeld (Thuringe) Eisleben, Lutherstadt (Saxe-Anhalt) | Eislingen/Fils (Bade-Wurtemberg) Elbingerode (Saxe-Anhalt) Ellingen (Bavière) Ellrich (Thuringe) Ellwangen (Jagst) (Bade-Wurtemberg) Elmshorn (Schleswig-Holstein) Elsfleth (Basse-Saxe) Elsterberg (Saxe) Elsterwerda (Brandebourg) Elstra (Saxe) Elterlein (Saxe) Eltmann (Bavière) Eltville am Rhein (Hesse) Elzach (Bade-Wurtemberg) Elze (Basse-Saxe) Emden (Basse-Saxe) Emmendingen (Bade-Wurtemberg) Emmerich am Rhein (Rhénanie-du-Nord-Westphalie) Emsdetten (Rhénanie-du-Nord-Westphalie) Endingen am Kaiserstuhl (Bade-Wurtemberg) Engen (Bade-Wurtemberg) Enger (Rhénanie-du-Nord-Westphalie) Ennepetal (Rhénanie-du-Nord-Westphalie) Ennigerloh (Rhénanie-du-Nord-Westphalie) Eppelheim (Bade-Wurtemberg) Eppingen (Bade-Wurtemberg) Eppstein (Hesse) | Erbach (Bade-Wurtemberg) Erbach (Odenwald) (Hesse) Erbendorf (Bavière) Erding (Bavière) Erftstadt (Rhénanie-du-Nord-Westphalie) Erfurt (capitale du Land de Thuringe) Erkelenz (Rhénanie-du-Nord-Westphalie) Erkner (Brandebourg) Erkrath (Rhénanie-du-Nord-Westphalie) Erlangen (Bavière) Erlenbach am Main (Bavière) Erwitte (Rhénanie-du-Nord-Westphalie) Eschborn (Hesse) Eschenbach in der Oberpfalz (Bavière) Eschershausen (Basse-Saxe) Eschwege (Hesse) Eschweiler (Rhénanie-du-Nord-Westphalie) Esens (Basse-Saxe) Espelkamp (Rhénanie-du-Nord-Westphalie) Essen (Rhénanie-du-Nord-Westphalie) Esslingen am Neckar (Bade-Wurtemberg) Ettenheim (Bade-Wurtemberg) Ettlingen (Bade-Wurtemberg) Euskirchen (Rhénanie-du-Nord-Westphalie) Eutin (Schleswig-Holstein) |

## F
| | | |
| Falkenberg/Elster (Brandebourg) Falkensee (Brandebourg) Falkenstein/Harz (Saxe-Anhalt) Falkenstein/Vogtl. (Saxe) Fehmarn (Schleswig-Holstein) Fellbach (Bade-Wurtemberg) Felsberg (Hesse) Feuchtwangen (Bavière) Filderstadt (Bade-Wurtemberg) Finsterwalde (Brandebourg) Fladungen (Bavière) Flensburg (Schleswig-Holstein) Flöha (Saxe) Flörsheim am Main (Hesse) Forchheim (Bavière) Forchtenberg (Bade-Wurtemberg) Forst (Lausitz) (Brandebourg) Frankenau (Hesse) Frankenberg (Eder) (Hesse) Frankenberg/Sa. (Saxe) Frankenthal (Rhénanie-Palatinat) Francfort-sur-le-Main (Hesse) | Francfort-sur-l'Oder (Brandebourg) Franzburg (Mecklembourg-Poméranie-Occidentale) Frauenstein (Saxe) Frechen (Rhénanie-du-Nord-Westphalie) Freiberg (Saxe) Freiberg am Neckar (Bade-Wurtemberg) Freilassing (Bavière) Freinsheim (Rhénanie-Palatinat) Freising (Bavière) Freital (Saxe) Freren (Basse-Saxe) Freudenberg (Bade-Wurtemberg) Freudenberg (Rhénanie-du-Nord-Westphalie) Freudenstadt (Bade-Wurtemberg) Freyburg (Saxe-Anhalt) Freystadt (Bavière) Freyung (Bavière) Fribourg-en-Brisgau (Bade-Wurtemberg) Fridingen an der Donau (Bade-Wurtemberg) Friedberg (Bavière) Friedberg (Hesse) | Friedland (Mecklembourg-Poméranie-Occidentale) Friedland (Brandebourg) Friedrichroda (Thuringe) Friedrichsdorf (Hesse) Friedrichshafen (Bade-Wurtemberg) Friedrichstadt (Schleswig-Holstein) Friedrichsthal (Sarre) Friesack (Brandebourg) Friesoythe (Basse-Saxe) Fritzlar (Hesse) Frohburg (Saxe) Fröndenberg/Ruhr (Rhénanie-du-Nord-Westphalie) Fulda (Hesse) Fürstenau (Basse-Saxe) Fürstenberg/Havel (Brandebourg) Fürstenfeldbruck (Bavière) Fürstenwalde/Spree (Brandebourg) Fürth (Bavière) Furth im Wald (Bavière) Furtwangen im Schwarzwald (Bade-Wurtemberg) Füssen (Bavière) |

- Haut – A
- B
- C
- D
- E
- F
- G
- H
- I
- J
- K
- L
- M
- N
- O
- P
- Q
- R
- S
- T
- U
- V
- W
- X
- Y
- Z

## G
| | | |
| Gadebusch (Mecklembourg-Poméranie-Occidentale) Gaggenau (Bade-Wurtemberg) Gaildorf (Bade-Wurtemberg) Gammertingen (Bade-Wurtemberg) Garbsen (Basse-Saxe) Garching bei München (Bavière) Gardelegen (Saxe-Anhalt) Garding (Schleswig-Holstein) Gartz (Oder) (Brandebourg) Garz/Rügen (Mecklembourg-Poméranie-Occidentale) Gau-Algesheim (Rhénanie-Palatinat) Gebesee (Thuringe) Gedern (Hesse) Geesthacht (Schleswig-Holstein) Gefell (Thuringe) Gefrees (Bavière) Gehrden (Basse-Saxe) Gehren (Thuringe) Geilenkirchen (Rhénanie-du-Nord-Westphalie) Geisa (Thuringe) Geiselhöring (Bavière) Geisenfeld (Bavière) Geisenheim (Hesse) Geising (Saxe) Geisingen (Bade-Wurtemberg) Geislingen (Bade-Wurtemberg) Geislingen an der Steige (Bade-Wurtemberg) Geithain (Saxe) Geldern (Rhénanie-du-Nord-Westphalie) Gelnhausen (Hesse) Gelsenkirchen (Rhénanie-du-Nord-Westphalie) Gemünden am Main (Bavière) Gemünden (Wohra) (Hesse) Gengenbach (Bade-Wurtemberg) Genthin (Saxe-Anhalt) Georgsmarienhütte (Basse-Saxe) Gera (Thuringe) Gerabronn (Bade-Wurtemberg) Gerbstedt (Saxe-Anhalt) Geretsried (Bavière) Geringswalde (Saxe) Gerlingen (Bade-Wurtemberg) Germering (Bavière) Germersheim (Rhénanie-Palatinat) | Gernrode (Saxe-Anhalt) Gernsbach (Bade-Wurtemberg) Gernsheim (Hesse) Gerolstein (Rhénanie-Palatinat) Gerolzhofen (Bavière) Gersfeld (Rhön) (Hesse) Gersthofen (Bavière) Gescher (Rhénanie-du-Nord-Westphalie) Geseke (Rhénanie-du-Nord-Westphalie) Gevelsberg (Rhénanie-du-Nord-Westphalie) Geyer (Saxe) Giengen an der Brenz (Bade-Wurtemberg) Giessen (Hesse) Gifhorn (Basse-Saxe) Gladbeck (Rhénanie-du-Nord-Westphalie) Gladenbach (Hesse) Glashütte (Saxe) Glauchau (Saxe) Glinde (Schleswig-Holstein) Glücksburg (Ostsee) (Schleswig-Holst.) Glückstadt (Schleswig-Holstein) Gnoien (Mecklembourg-Poméranie-Occidentale) Goch (Rhénanie-du-Nord-Westphalie) Goldberg (Mecklembourg-Poméranie-Occidentale) Goldkronach (Bavière) Golßen (Brandebourg) Gommern (Saxe-Anhalt) Göppingen (Bade-Wurtemberg) Görlitz (Saxe) Goslar (Basse-Saxe) Gößnitz (Thuringe) Gotha (Allemagne) (Thuringe) Göttingen (Basse-Saxe) Grabow (Mecklembourg-Poméranie-Occidentale) Grafenau (Bavière) Gräfenberg (Bavière) Gräfenhainichen (Saxe-Anhalt) Gräfenthal (Thuringe) Grafenwöhr (Bavière) Grafing bei München (Bavière) Gransee (Brandebourg) Grebenau (Hesse) Grebenstein (Hesse) Greding (Bavière) | Greifswald (Mecklembourg-Poméranie-Occidentale/ Ville hanséatique) Greiz (Thuringe) Greußen (Thuringe) Greven (Rhénanie-du-Nord-Westphalie) Grevenbroich (Rhénanie-du-Nord-Westphalie) Grevesmühlen (Mecklembourg-Poméranie-Occidentale) Griesheim (Hesse) Grimma (Saxe) Grimmen (Mecklembourg-Poméranie-Occidentale) Gröbzig (Saxe-Anhalt) Gröditz (Saxe) Groitzsch (Saxe) Gronau (Basse-Saxe) Gronau (Rhénanie-du-Nord-Westphalie) Gröningen (Saxe-Anhalt) Großalmerode (Hesse) Groß-Bieberau (Hesse) Großbottwar (Bade-Wurtemberg) Großbreitenbach (Thuringe) Großenehrich (Thuringe) Großenhain (Saxe) Groß-Gerau (Hesse) Großräschen (Brandebourg) Großröhrsdorf (Saxe) Großschirma (Saxe) Groß-Umstadt (Hesse) Grünberg (Hesse) Grünhain-Beierfeld (Saxe) Grünsfeld (Bade-Wurtemberg) Grünstadt (Rhénanie-Palatinat) Guben (Brandebourg) Gudensberg (Hesse) Güglingen (Bade-Wurtemberg) Gummersbach (Rhénanie-du-Nord-Westphalie) Gundelfingen an der Donau (Bavière) Gundelsheim (Bade-Wurtemberg) Güntersberge (Saxe-Anhalt) Günzburg (Bavière) Gunzenhausen (Bavière) Güsten (Saxe-Anhalt) Güstrow (Mecklembourg-Poméranie-Occidentale) Gütersloh (Rhénanie-du-Nord-Westphalie) Gützkow (Mecklembourg-Poméranie-Occidentale) |

## H
| | | |
| Haan (Rhénanie-du-Nord-Westphalie) Hachenburg (Rhénanie-Palatinat) Hadamar (Hesse) Hadmersleben (Saxe-Anhalt) Hagen (Rhénanie-du-Nord-Westphalie) Hagenbach (Rhénanie-Palatinat) Hagenow (Mecklembourg-Poméranie-Occidentale) Haiger (Hesse) Haigerloch (Bade-Wurtemberg) Hainichen (Saxe) Haiterbach (Bade-Wurtemberg) Halberstadt (Saxe-Anhalt) Haldensleben (Saxe-Anhalt) Halle (Saale) (Saxe-Anhalt) Halle (Westf.) (Rhénanie-du-Nord-Westphalie) Hallenberg (Rhénanie-du-Nord-Westphalie) Hallstadt (Bavière) Haltern am See (Rhénanie-du-Nord-Westphalie) Halver (Rhénanie-du-Nord-Westphalie) Hambourg (ville libre et hanséatique de Hambourg) Hameln (Basse-Saxe) Hamm (Rhénanie-du-Nord-Westphalie) Hammelburg (Bavière) Hamminkeln (Rhénanie-du-Nord-Westphalie) Hanau (Hesse) Hanovre (capitale du Land de Basse-Saxe) Hann. Münden (Basse-Saxe) Harburg (Souabe) (Bavière) Hardegsen (Basse-Saxe) Haren (Ems) (Basse-Saxe) Harsewinkel (Rhénanie-du-Nord-Westphalie) Hartenstein (Saxe) Hartha (Saxe) Harzgerode (Saxe-Anhalt) Haselünne (Basse-Saxe) Haslach im Kinzigtal (Bade-Wurtemberg) Hasselfelde (Saxe-Anhalt) Haßfurt (Bavière) Hattersheim am Main (Hesse) Hattingen (Rhénanie-du-Nord-Westphalie) Hatzfeld (Eder) (Hesse) Hausach (Bade-Wurtemberg) Hauzenberg (Bavière) Havelberg (Saxe-Anhalt) Havelsee (Brandebourg) Hayingen (Bade-Wurtemberg) Hechingen (Bade-Wurtemberg) Hecklingen (Saxe-Anhalt) Heide (Schleswig-Holstein) Heideck (Bavière) | Heidelberg (Bade-Wurtemberg) Heidenau (Saxe) Heidenheim an der Brenz (Bade-Wurtemberg) Heilbad Heiligenstadt (Thuringe) Heilbronn (Bade-Wurtemberg) Heiligenhafen (Schleswig-Holstein) Heiligenhaus (Rhénanie-du-Nord-Westphalie) Heilsbronn (Bavière) Heimbach (Rhénanie-du-Nord-Westphalie) Heimsheim (Bade-Wurtemberg) Heinsberg (Rhénanie-du-Nord-Westphalie) Heitersheim (Bade-Wurtemberg) Heldrungen (Thuringe) Helmbrechts (Bavière) Helmstedt (Basse-Saxe) Hemau (Bavière) Hemer (Rhénanie-du-Nord-Westphalie) Hemmingen (Basse-Saxe) Hemmoor (Basse-Saxe) Hemsbach (Bade-Wurtemberg) Hennef (Rhénanie-du-Nord-Westphalie) Hennigsdorf (Brandebourg) Heppenheim (Hesse) Herbolzheim (Bade-Wurtemberg) Herborn (Hesse) Herbrechtingen (Bade-Wurtemberg) Herbstein (Hesse) Herdecke (Rhénanie-du-Nord-Westphalie) Herdorf (Rhénanie-Palatinat) Herford (Rhénanie-du-Nord-Westphalie) Heringen-sur-Helme (Thuringe) Heringen (Werra) (Hesse) Hermeskeil (Rhénanie-Palatinat) Hermsdorf (Thuringe) Herne (Rhénanie-du-Nord-Westphalie) Herrenberg (Bade-Wurtemberg) Herrieden (Bavière) Herrnhut (Saxe) Hersbruck (Bavière) Herten (Rhénanie-du-Nord-Westphalie) Herzberg am Harz (Basse-Saxe) Herzberg (Elster) (Brandebourg) Herzogenaurach (Bavière) Herzogenrath (Rhénanie-du-Nord-Westphalie) Hessisch Lichtenau (Hesse) Hessisch Oldendorf (Basse-Saxe) Hettingen (Bade-Wurtemberg) Hettstedt (Saxe-Anhalt) Heubach (Bade-Wurtemberg) Heusenstamm (Hesse) | Hilchenbach (Rhénanie-du-Nord-Westphalie) Hildburghausen (Thuringe) Hilden (Rhénanie-du-Nord-Westphalie) Hildesheim (Basse-Saxe) Hillesheim (Rhénanie-Palatinat) Hilpoltstein (Bavière) Hirschau (Bavière) Hirschberg (Thuringe) Hirschhorn (Neckar) (Hesse) Hitzacker (Elbe) (Basse-Saxe) Hochheim am Main (Hesse) Höchstadt an der Aisch (Bavière) Höchstädt an der Donau (Bavière) Hockenheim (Bade-Wurtemberg) Hof (Bavière) Hofgeismar (Hesse) Hofheim am Taunus (Hesse) Hofheim in Unterfranken (Bavière) Hohenberg an der Eger (Bavière) Hohenleuben (Thuringe) Hohenmölsen (Saxe-Anhalt) Hohen Neuendorf (Brandebourg) Hohenstein-Ernstthal (Saxe) Hohnstein (Saxe) Höhr-Grenzhausen (Rhénanie-Palatinat) Hollfeld (Bavière) Holzgerlingen (Bade-Wurtemberg) Holzminden (Basse-Saxe) Homberg (Efze) (Hesse) Homberg (Ohm) (Hesse) Hombourg (Sarre) Horb am Neckar (Bade-Wurtemberg) Hornbach (Rhénanie-Palatinat) Horn-Bad Meinberg (Rhénanie-du-Nord-Westphalie) Hornberg (Bade-Wurtemberg) Hornburg (Basse-Saxe) Hörstel (Rhénanie-du-Nord-Westphalie) Horstmar (Rhénanie-du-Nord-Westphalie) Höxter (Rhénanie-du-Nord-Westphalie) Hoya (Basse-Saxe) Hoyerswerda (Saxe) Hoym (Saxe-Anhalt) Hückelhoven (Rhénanie-du-Nord-Westphalie) Hückeswagen (Rhénanie-du-Nord-Westphalie) Hüfingen (Bade-Wurtemberg) Hünfeld (Hesse) Hungen (Hesse) Hürth (Rhénanie-du-Nord-Westphalie) Husum (Schleswig-Holstein) |

## I
| | | |
| Ibbenbüren (Rhénanie-du-Nord-Westphalie) Ichenhausen (Bavière) Idar-Oberstein (Rhénanie-Palatinat) Idstein (Hesse) Iéna (Thuringe) Igensdorf (Bavière) Illertissen (Bavière) Ilmenau (Thuringe) | Ilsenburg (Saxe-Anhalt) Ilshofen (Bade-Wurtemberg) Immenhausen (Hesse) Immenstadt im Allgäu (Bavière) Ingelfingen (Bade-Wurtemberg) Ingelheim-Am-Rhein (Rhénanie-Palatinat) | Ingolstadt (Bavière) Iphofen (Bavière) Iserlohn (Rhénanie-du-Nord-Westphalie) Isny im Allgäu (Bade-Wurtemberg) Isselburg (Rhénanie-du-Nord-Westphalie) Itzehoe (Schleswig-Holstein) |

- Haut – A
- B
- C
- D
- E
- F
- G
- H
- I
- J
- K
- L
- M
- N
- O
- P
- Q
- R
- S
- T
- U
- V
- W
- X
- Y
- Z

## J
|                                                                                         | |                                                                              |
| Jarmen (Mecklembourg-Poméranie-Occidentale) Jerichow (Saxe-Anhalt) Jessen (Saxe-Anhalt) | Jeßnitz (Anhalt) (Saxe-Anhalt) Jever (Basse-Saxe) Joachimsthal (Brandebourg) Johanngeorgenstadt (Saxe) | Jöhstadt (Saxe) Juliers (Rhénanie-du-Nord-Westphalie) Jüterbog (Brandebourg) |

## K
| | | |
| Kaarst (Rhénanie-du-Nord-Westphalie) Kahla (Thuringe) Kaisersesch (Rhénanie-Palatinat) Kaiserslautern (Rhénanie-Palatinat) Kalbe (Milde) (Saxe-Anhalt) Kalkar (Rhénanie-du-Nord-Westphalie) Kaltenkirchen (Schleswig-Holstein) Kaltennordheim (Thuringe) Kamen (Rhénanie-du-Nord-Westphalie) Kamenz (Saxe) Kamp-Lintfort (Rhénanie-du-Nord-Westphalie) Kandel (Rhénanie-Palatinat) Kandern (Bade-Wurtemberg) Kappeln (Schleswig-Holstein) Karben (Hesse) Karlsruhe (Bade-Wurtemberg) Karlstadt-sur-le-Main (Bavière) Kastellaun (Rhénanie-Palatinat) Katzenelnbogen (Rhénanie-Palatinat) Kaub (Rhénanie-Palatinat) Kaufbeuren (Bavière) Kehl (Bade-Wurtemberg) Kelbra (Kyffhäuser) (Saxe-Anhalt) Kelheim (Bavière) Kelkheim (Taunus) (Hesse) Kellinghusen (Schleswig-Holstein) Kelsterbach (Hesse) Kemberg (Saxe-Anhalt) Kemnath (Bavière) Kempen (Rhénanie-du-Nord-Westphalie) Kempten (Allgäu) (Bavière) Kenzingen (Bade-Wurtemberg) Kerpen (Rhénanie-du-Nord-Westphalie) | Ketzin (Brandebourg) Kevelaer (Rhénanie-du-Nord-Westphalie) Kiel (capitale du Land de Schleswig-Holstein) Kierspe (Rhénanie-du-Nord-Westphalie) Kindelbrück (Thuringe) Kirchberg (Saxe) Kirchberg an der Jagst (Bade-Wurtemberg) Kirchberg (Hunsrück) (Rhénanie-Palatinat) Kirchen (Sieg) (Rhénanie-Palatinat) Kirchenlamitz (Bavière) Kirchhain (Hesse) Kirchheimbolanden (Rhénanie-Palatinat) Kirchheim unter Teck (Bade-Wurtemberg) Kirn (Rhénanie-Palatinat) Kirtorf (Hesse) Kitzingen (Bavière) Kitzscher (Saxe) Klingenberg am Main (Bavière) Klingenthal (Saxe) Klötze (Saxe-Anhalt) Klütz (Mecklembourg-Poméranie-Occidentale) Knittlingen (Bade-Wurtemberg) Koblenz (Rhénanie-Palatinat) Kohren-Sahlis (Saxe) Kolbermoor (Bavière) Kölleda (Thuringe) Königsberg in Bayern (Bavière) Königsbrück (Saxe) Königsbrunn (Bavière) Königsee (Thuringe) Königslutter am Elm (Basse-Saxe) Königstein im Taunus (Hesse) | Königstein (Sächsische Schweiz) (Saxe) Königswinter (Rhénanie-du-Nord-Westphalie) Königs Wusterhausen (Brandebourg) Könnern (Saxe-Anhalt) Konz (Rhénanie-Palatinat) Korbach (Hesse) Korntal-Münchingen (Bade-Wurtemberg) Kornwestheim (Bade-Wurtemberg) Korschenbroich (Rhénanie-du-Nord-Westphalie) Köthen (Anhalt) (Saxe-Anhalt) Kraichtal (Bade-Wurtemberg) Krakow am See (Mecklembourg-Poméranie-Occidentale) Kranichfeld (Thuringe) Krautheim (Bade-Wurtemberg) Krefeld (Rhénanie-du-Nord-Westphalie) Kremmen (Brandebourg) Krempe (Schleswig-Holstein) Kreuztal (Rhénanie-du-Nord-Westphalie) Kronach (Bavière) Kronberg im Taunus (Hesse) Kröpelin (Mecklembourg-Poméranie-Occidentale) Kroppenstedt (Saxe-Anhalt) Krumbach (Schwaben) (Bavière) Kühlungsborn (Mecklembourg-Poméranie-Occidentale) Kulmbach (Bavière) Külsheim (Bade-Wurtemberg) Künzelsau (Bade-Wurtemberg) Kupferberg (Bavière) Kuppenheim (Bade-Wurtemberg) Kusel (Rhénanie-Palatinat) Kyllburg (Rhénanie-Palatinat) Kyritz (Brandebourg) |

## L
| | | |
| Laage (Mecklembourg-Poméranie-Occidentale) Laatzen (Basse-Saxe) Ladenburg (Bade-Wurtemberg) Lage (Rhénanie-du-Nord-Westphalie) Lahnstein (Rhénanie-Palatinat) Lahr/Schwarzwald (Bade-Wurtemberg) Laichingen (Bade-Wurtemberg) Lambrecht (Pfalz) (Rhénanie-Palatinat) Lampertheim (Hesse) Landau an der Isar (Bavière) Landau in der Pfalz (Rhénanie-Palatinat) Landsberg am Lech (Bavière) Landsberg (Saxe-Anhalt) Landshut (Bavière) Landstuhl (Rhénanie-Palatinat) Langelsheim (Basse-Saxe) Langen (Basse-Saxe) Langen (Hesse) Langenau (Bade-Wurtemberg) Langenbourg (Bade-Wurtemberg) Langenfeld (Rheinland) (Rhénanie-du-Nord-Westphalie) Langenhagen (Basse-Saxe) Langenselbold (Hesse) Langenzenn (Bavière) Langewiesen (Thuringe) Lassan (Mecklembourg-Poméranie-Occidentale) Laubach (Hesse) Laucha an der Unstrut (Saxe-Anhalt) Lauchhammer (Brandebourg) Lauchheim (Bade-Wurtemberg) Lauda-Königshofen (Bade-Wurtemberg) Lauenburg/Elbe (Schleswig-Holstein) Lauf an der Pegnitz (Bavière) Laufen (Bavière) Laufenburg (Baden) (Bade-Wurtemberg) Lauffen am Neckar (Bade-Wurtemberg) Lauingen (Donau) (Bavière) Laupheim (Bade-Wurtemberg) Lauscha (Thuringe) Lauta (Saxe) Lauter (Saxe) Lauterbach (Hesse) Lauterecken (Rhénanie-Palatinat) Lauterstein (Bade-Wurtemberg) Lebach (Sarre) | Lebus (Brandebourg) Leer (Basse-Saxe) Lehesten (Thuringe) Lehrte (Basse-Saxe) Leichlingen (Rhénanie-du-Nord-Westphalie) Leimen (Bade-Wurtemberg) Leinefelde-Worbis (Thuringe) Leinfelden-Echterdingen (Bade-Wurtemberg) Leipheim (Bavière) Leipzig (Saxe) Leisnig (Saxe) Lemgo (Rhénanie-du-Nord-Westphalie) Lengefeld (Saxe) Lengenfeld (Saxe) Lengerich (Rhénanie-du-Nord-Westphalie) Lennestadt (Rhénanie-du-Nord-Westphalie) Lenzen (Brandebourg) Leonberg (Bade-Wurtemberg) Leun (Hesse) Leuna (Saxe-Anhalt) Leutenberg (Thuringe) Leutershausen (Bavière) Leutkirch im Allgäu (Bade-Wurtemberg) Leverkusen (Rhénanie-du-Nord-Westphalie) Lich (Hesse) Lichtenau (Bade-Wurtemberg) Lichtenau (Rhénanie-du-Nord-Westphalie) Lichtenberg (Bavière) Lichtenfels (Bavière) Lichtenfels (Hesse) Lichtenstein/Sa. (Saxe) Liebenau (Hesse) Liebenwalde (Brandebourg) Lieberose (Brandebourg) Liebstadt (Saxe) Limbach-Oberfrohna (Saxe) Limburg an der Lahn (Hesse) Lindau (Saxe-Anhalt) Lindau (Bodensee) (Bavière) Linden (Hesse) Lindenberg im Allgäu (Bavière) Lindenfels (Hesse) Lindow (Mark) (Brandebourg) Lingen (Ems) (Basse-Saxe) Linnich (Rhénanie-du-Nord-Westphalie) | Linz am Rhein (Rhénanie-Palatinat) Lippstadt (Rhénanie-du-Nord-Westphalie) Löbau (Saxe) Löbejün (Saxe-Anhalt) Loburg (Saxe-Anhalt) Löffingen (Bade-Wurtemberg) Lohmar (Rhénanie-du-Nord-Westphalie) Lohne (Oldenburg) (Basse-Saxe) Löhne (Rhénanie-du-Nord-Westphalie) Lohr am Main (Bavière) Loitz (Mecklembourg-Poméranie-Occidentale) Lollar (Hesse) Lommatzsch (Saxe) Löningen (Basse-Saxe) Lorch (Bade-Wurtemberg) Lorch (Hesse) Lörrach (Bade-Wurtemberg) Lorsch (Hesse) Lößnitz (Saxe) Löwenstein (Bade-Wurtemberg) Lübbecke (Rhénanie-du-Nord-Westphalie) Lübben (Spreewald) (Brandebourg) Lübbenau/Spreewald (Brandebourg) Lübeck (Schleswig-Holst. / Ville hanséatique) Lübtheen (Mecklembourg-Poméranie-Occidentale) Lübz (Mecklembourg-Poméranie-Occidentale) Lüchow (Wendland) (Basse-Saxe) Lucka (Thuringe) Luckau (Brandebourg) Luckenwalde (Brandebourg) Lüdenscheid (Rhénanie-du-Nord-Westphalie) Lüdinghausen (Rhénanie-du-Nord-Westphalie) Ludwigsburg (Bade-Wurtemberg) Ludwigsfelde (Brandebourg) Ludwigshafen am Rhein (Rhénanie-Palatinat) Ludwigslust (Mecklembourg-Poméranie-Occidentale) Ludwigsstadt (Bavière) Lugau/Erzgeb. (Saxe) Lügde (Rhénanie-du-Nord-Westphalie) Lunebourg (Basse-Saxe) Lünen (Rhénanie-du-Nord-Westphalie) Lunzenau (Saxe) Lütjenburg (Schleswig-Holstein) Lützen (Saxe-Anhalt) Lychen (Brandebourg) |

## M
| | | |
| Magdala (Thuringe) Magdeburg (capitale du Land de Saxe-Anhalt) Mahlberg (Bade-Wurtemberg) Mainbernheim (Bavière) Mainburg (Bavière) Maintal (Hesse) Malchin (Mecklembourg-Poméranie-Occidentale) Malchow (Mecklembourg-Poméranie-Occidentale) Mannheim (Bade-Wurtemberg) Manderscheid (Rhénanie-Palatinat) Mansfeld (Saxe-Anhalt) Marbach am Neckar (Bade-Wurtemberg) Marbourg (Hesse) Marienberg (Saxe) Marienmünster (Rhénanie-du-Nord-Westphalie) Markdorf (Bade-Wurtemberg) Markgröningen (Bade-Wurtemberg) Märkisch Buchholz (Brandebourg) Markkleeberg (Saxe) Markneukirchen (Saxe) Markranstädt (Saxe) Marktbreit (Bavière) Marktheidenfeld (Bavière) Marktleuthen (Bavière) Marktoberdorf (Bavière) Marktredwitz (Bavière) Marktsteft (Bavière) Marl (Rhénanie-du-Nord-Westphalie) Marlow (Mecklembourg-Poméranie-Occidentale) Marne (Schleswig-Holstein) Marsberg (Rhénanie-du-Nord-Westphalie) Maulbronn (Bade-Wurtemberg) Maxhütte-Haidhof (Bavière) Mayen (Rhénanie-Palatinat) Mayence (capitale du Land de Rhénanie-Palatinat) Mechernich (Rhénanie-du-Nord-Westphalie) Meckenheim (Rhénanie-du-Nord-Westphalie) Medebach (Rhénanie-du-Nord-Westphalie) | Meerane (Saxe) Meerbusch (Rhénanie-du-Nord-Westphalie) Meersburg (Bade-Wurtemberg) Meinerzhagen (Rhénanie-du-Nord-Westphalie) Meiningen (Thuringe) Meisenheim (Rhénanie-Palatinat) Meißen (Saxe) Meldorf (Schleswig-Holstein) Melle (Basse-Saxe) Mellrichstadt (Bavière) Melsungen (Hesse) Memmingen (Bavière) Menden (Sauerland) (Rhénanie-du-Nord-Westphalie) Mendig (Rhénanie-Palatinat) Mengen (Bade-Wurtemberg) Meppen (Basse-Saxe) Merkendorf (Bavière) Mersebourg (Saxe-Anhalt) Merzig (Sarre) Meschede (Rhénanie-du-Nord-Westphalie) Meßkirch (Bade-Wurtemberg) Meßstetten (Bade-Wurtemberg) Mettmann (Rhénanie-du-Nord-Westphalie) Metzingen (Bade-Wurtemberg) Meuselwitz (Thuringe) Meyenburg (Brandebourg) Michelstadt (Hesse) Miesbach (Bavière) Miltenberg (Bavière) Mindelheim (Bavière) Minden (Rhénanie-du-Nord-Westphalie) Mirow (Mecklembourg-Poméranie-Occidentale) Mittenwalde (Brandebourg) Mitterteich (Bavière) Mittweida (Saxe) Möckern (Saxe-Anhalt) Möckmühl (Bade-Wurtemberg) Moers (Rhénanie-du-Nord-Westphalie) | Mölln (Schleswig-Holstein) Mönchengladbach (Rhénanie-du-Nord-Westphalie) Monheim am Rhein (Rhénanie-du-Nord-Westphalie) Monheim (Bavière) Montjoie (Rhénanie-du-Nord-Westphalie) Montabaur (Rhénanie-Palatinat) Moosburg an der Isar (Bavière) Mörfelden-Walldorf (Hesse) Moringen (Basse-Saxe) Mosbach (Bade-Wurtemberg) Mössingen (Bade-Wurtemberg) Mücheln (Geiseltal) (Saxe-Anhalt) Mügeln (Saxe) Mühlacker (Bade-Wurtemberg) Mühlberg/Elbe (Brandebourg) Mühldorf am Inn (Bavière) Mühlhausen/Thuringe (Thuringe) Mühlheim am Main (Hesse) Mühlheim an der Donau (Bade-Wurtemberg) Mühltroff (Saxe) Mülheim an der Ruhr (Rhénanie-du-Nord-Westphalie) Mülheim-Kärlich (Rhénanie-Palatinat) Müllheim (Bade-Wurtemberg) Müllrose (Brandebourg) Münchberg (Bavière) Müncheberg (Brandebourg) Münchenbernsdorf (Thuringe) Munderkingen (Bade-Wurtemberg) Munich (capitale du Land de Bavière) Münnerstadt (Bavière) Münsingen (Bade-Wurtemberg) Munster (Basse-Saxe) Münster (Rhénanie-du-Nord-Westphalie) Münstermaifeld (Rhénanie-Palatinat) Münzenberg (Hesse) Murrhardt (Bade-Wurtemberg) Mutzschen (Saxe) Mylau (Saxe) |

- Haut – A
- B
- C
- D
- E
- F
- G
- H
- I
- J
- K
- L
- M
- N
- O
- P
- Q
- R
- S
- T
- U
- V
- W
- X
- Y
- Z

## N
| | | |
| Nabburg (Bavière) Nagold (Bade-Wurtemberg) Naila (Bavière) Nassau (Rhénanie-Palatinat) Nastätten (Rhénanie-Palatinat) Nauen (Brandebourg) Naumburg (Hesse) Naumburg (Saale) (Saxe-Anhalt) Naunhof (Saxe) Nebra-sur-Unstrut (Saxe-Anhalt) Neckarbischofsheim (Bade-Wurtemberg) Neckargemünd (Bade-Wurtemberg) Neckarsteinach (Hesse) Neckarsulm (Bade-Wurtemberg) Nerchau (Saxe) Neresheim (Bade-Wurtemberg) Netphen (Rhénanie-du-Nord-Westphalie) Nettetal (Rhénanie-du-Nord-Westphalie) Netzschkau (Saxe) NeuBrandebourg (Mecklembourg-Poméranie-Occidentale) Neubukow (Mecklembourg-Poméranie-Occidentale) Neubulach (Bade-Wurtemberg) Neuburg an der Donau (Bavière) Neudenau (Bade-Wurtemberg) Neuenbürg (Bade-Wurtemberg) Neuenburg am Rhein (Bade-Wurtemberg) Neuenhaus (Basse-Saxe) Neuenrade (Rhénanie-du-Nord-Westphalie) Neuenstadt am Kocher (Bade-Wurtemberg) Neuenstein (Bade-Wurtemberg) Neuerburg (Rhénanie-Palatinat) Neuffen (Bade-Wurtemberg) | Neugersdorf (Saxe) Neuhaus am Rennweg (Thuringe) Neu-Isenburg (Hesse) Neukalen (Mecklembourg-Poméranie-Occidentale) Neukirchen (Hesse) Neukirchen-Vluyn (Rhénanie-du-Nord-Westphalie) Neukloster (Mecklembourg-Poméranie-Occidentale) Neumark (Thuringe) Neumarkt in der Oberpfalz (Bavière) Neumarkt-Sankt Veit (Bavière) Neumünster (Schleswig-Holstein) Neunburg vorm Wald (Bavière) Neunkirchen (Sarre) Neuötting (Bavière) Neuruppin (Brandebourg) Neusalza-Spremberg (Saxe) Neusäß (Bavière) Neuss (Rhénanie-du-Nord-Westphalie) Neustadt an der Aisch (Bavière) Neustadt an der Donau (Bavière) Neustadt an der Waldnaab (Bavière) Neustadt am Kulm (Bavière) Neustadt am Rübenberge (Basse-Saxe) Neustadt an der Orla (Thuringe) Neustadt an der Weinstraße (Rh.-Pfalz) Neustadt bei Coburg (Bavière) Neustadt (Dosse) (Brandebourg) Neustadt-Glewe (Mecklembourg-Poméranie-Occidentale) Neustadt (Hessen) (Hesse) Neustadt in Holstein (Schlesw.-Holst.) Neustadt in Sachsen (Saxe) Neustrelitz (Mecklembourg-Poméranie-Occidentale) | Neutraubling (Bavière) Neu-Ulm (Bavière) Neuwied (Rhénanie-Palatinat) Nidda (Hesse) Niddatal (Hesse) Nidderau (Hesse) Nideggen (Rhénanie-du-Nord-Westphalie) Niebüll (Schleswig-Holstein) Niedenstein (Hesse) Niederkassel (Rhénanie-du-Nord-Westphalie) Niedernhall (Bade-Wurtemberg) Nieder-Olm (Rhénanie-Palatinat) Niederstetten (Bade-Wurtemberg) Niederstotzingen (Bade-Wurtemberg) Nieheim (Rhénanie-du-Nord-Westphalie) Niemegk (Brandebourg) Nienburg (Saale) (Saxe-Anhalt) Nienburg/Weser (Basse-Saxe) Niesky (Saxe) Nittenau (Bavière) Norden (Basse-Saxe) Nordenham (Basse-Saxe) Norderney (Basse-Saxe) Norderstedt (Schleswig-Holstein) Nordhausen (Thuringe) Nordhorn (Basse-Saxe) Nördlingen (Bavière) Northeim (Basse-Saxe) Nortorf (Schleswig-Holstein) Nossen (Saxe) Nuremberg (Bavière) Nürtingen (Bade-Wurtemberg) |

## O
| | | |
| Oberasbach (Bavière) Oberhausen (Rhénanie-du-Nord-Westphalie) Oberhof (Thuringe) Oberkirch (Bade-Wurtemberg) Oberkochen (Bade-Wurtemberg) Oberlungwitz (Saxe) Obermoschel (Rhénanie-Palatinat) Obernburg am Main (Bavière) Oberndorf am Neckar (Bade-Wurtemberg) Obernkirchen (Basse-Saxe) Ober-Ramstadt (Hesse) Oberriexingen (Bade-Wurtemberg) Obertshausen (Hesse) Oberursel (Taunus) (Hesse) Oberviechtach (Bavière) Oberweißbach/Thür. Wald (Thuringe) Oberwesel (Rhénanie-Palatinat) Oberwiesenthal, Kurort (Saxe) Ochsenfurt (Bavière) Ochsenhausen (Bade-Wurtemberg) Ochtrup (Rhénanie-du-Nord-Westphalie) Oderberg (Brandebourg) Oebisfelde (Saxe-Anhalt) | Oederan (Saxe) Oelde (Rhénanie-du-Nord-Westphalie) Oelsnitz/Erzgeb. (Saxe) Oelsnitz/Vogtl. (Saxe) Oer-Erkenschwick (Rhénanie-du-Nord-Westphalie) Oerlinghausen (Rhénanie-du-Nord-Westphalie) Oestrich-Winkel (Hesse) Oettingen in Bayern (Bavière) Offenbach am Main (Hesse) Offenbourg (Bade-Wurtemberg) Ohrdruf (Thuringe) Öhringen (Bade-Wurtemberg) Olbernhau (Saxe) Oldenburg (Oldenburg) (Basse-Saxe) Oldenburg in Holstein (Schleswig-Holst.) Olfen (Rhénanie-du-Nord-Westphalie) Olpe (Rhénanie-du-Nord-Westphalie) Olsberg (Rhénanie-du-Nord-Westphalie) Oppenau (Bade-Wurtemberg) Oppenheim (Rhénanie-Palatinat) Oranienbaum (Saxe-Anhalt) Oranienbourg (Brandebourg) Orlamünde (Thuringe) | Ornbau (Bavière) Ortenberg (Hesse) Ortrand (Brandebourg) Oschatz (Saxe) Oschersleben (Bode) (Saxe-Anhalt) Osnabrück (Basse-Saxe) Osterburg (Saxe-Anhalt) Osterburken (Bade-Wurtemberg) Osterfeld (Saxe-Anhalt) Osterhofen (Bavière) Osterholz-Scharmbeck (Basse-Saxe) Osterode am Harz (Basse-Saxe) Osterwieck (Saxe-Anhalt) Ostfildern (Bade-Wurtemberg) Ostheim vor der Rhön (Bavière) Osthofen (Rhénanie-Palatinat) Östringen (Bade-Wurtemberg) Ostritz (Saxe) Otterberg (Rhénanie-Palatinat) Otterndorf (Basse-Saxe) Ottweiler (Sarre) Overath (Rhénanie-du-Nord-Westphalie) Owen (Bade-Wurtemberg) |

## P
| | | |
| Paderborn (Rhénanie-du-Nord-Westphalie) Papenburg (Basse-Saxe) Pappenheim (Bavière) Parchim (Mecklembourg-Poméranie-Occidentale) Parsberg (Bavière) Pasewalk (Mecklembourg-Poméranie-Occidentale) Passau (Bavière) Pattensen (Basse-Saxe) Pausa/Vogtl. (Saxe) Pegau (Saxe) Pegnitz (Bavière) Peine (Basse-Saxe) Peitz (Brandebourg) Penig (Saxe) Penkun (Mecklembourg-Poméranie-Occidentale) Penzberg (Bavière) Penzlin (Mecklembourg-Poméranie-Occidentale) Perleberg (Brandebourg) Petershagen (Rhénanie-du-Nord-Westphalie) Pfaffenhofen an der Ilm (Bavière) | Pfarrkirchen (Bavière) Pforzheim (Bade-Wurtemberg) Pfreimd (Bavière) Pfullendorf (Bade-Wurtemberg) Pfullingen (Bade-Wurtemberg) Pfungstadt (Hesse) Philippsburg (Bade-Wurtemberg) Pinneberg (Schleswig-Holstein) Pirmasens (Rhénanie-Palatinat) Pirna (Saxe) Plattling (Bavière) Plau am See (Mecklembourg-Poméranie-Occidentale) Plaue (Thuringe) Plauen (Saxe) Plettenberg (Rhénanie-du-Nord-Westphalie) Pleystein (Bavière) Plochingen (Bade-Wurtemberg) Plön (Schleswig-Holstein) Pocking (Bavière) Pohlheim (Hesse) | Polch (Rhénanie-Palatinat) Porta Westfalica (Rhénanie-du-Nord-Westphalie) Pößneck (Thuringe) Potsdam (capitale du Land de Brandebourg) Pottenstein (Bavière) Preetz (Schleswig-Holstein) Premnitz (Brandebourg) Prenzlau (Brandebourg) Pressath (Bavière) Prettin (Saxe-Anhalt) Pretzsch (Saxe-Anhalt) Preußisch Oldendorf (Rhénanie-du-Nord-Westphalie) Prichsenstadt (Bavière) Pritzwalk (Brandebourg) Prüm (Rhénanie-Palatinat) Pulheim (Rhénanie-du-Nord-Westphalie) Pulsnitz (Saxe) Putbus (Mecklembourg-Poméranie-Occidentale) Putlitz (Brandebourg) Püttlingen (Sarre) |

- Haut – A
- B
- C
- D
- E
- F
- G
- H
- I
- J
- K
- L
- M
- N
- O
- P
- Q
- R
- S
- T
- U
- V
- W
- X
- Y
- Z

## Q
|                                                    |                        |                                |
| Quakenbrück (Basse-Saxe) Quedlinburg (Saxe-Anhalt) | Querfurt (Saxe-Anhalt) | Quickborn (Schleswig-Holstein) |

## R
| | | |
| Rabenau (Saxe) Radeberg (Saxe) Radebeul (Saxe) Radeburg (Saxe) Radegast (Saxe-Anhalt) Radevormwald (Rhénanie-du-Nord-Westphalie) Radolfzell am Bodensee (Bade-Wurtemberg) Raguhn (Saxe-Anhalt) Rahden (Rhénanie-du-Nord-Westphalie) Rain (Bavière) Ramstein-Miesenbach (Rhénanie-Palatinat) Ranis (Thuringe) Ransbach-Baumbach (Rhénanie-Palatinat) Rastatt (Bade-Wurtemberg) Rastenberg (Thuringe) Rathenow (Brandebourg) Ratingen (Rhénanie-du-Nord-Westphalie) Ratisbonne (Bavière) Ratzebourg (Schleswig-Holstein) Rauenberg (Bade-Wurtemberg) Raunheim (Hesse) Rauschenberg (Hesse) Ravensbourg (Bade-Wurtemberg) Ravenstein (Bade-Wurtemberg) Recklinghausen (Rhénanie-du-Nord-Westphalie) Rees (Rhénanie-du-Nord-Westphalie) Regen (Bavière) Regis-Breitingen (Saxe) Rehau (Bavière) Rehburg-Loccum (Basse-Saxe) Rehna (Mecklembourg-Poméranie-Occidentale) Reichelsheim (Wetterau) (Hesse) Reichenbach im Vogtland (Saxe) Reichenbach (Saxe) Reinbek (Schleswig-Holstein) Reinfeld (Holstein) (Schleswig-Holstein) Reinheim (Hesse) | Remagen (Rhénanie-Palatinat) Remda-Teichel (Thuringe) Remscheid (Rhénanie-du-Nord-Westphalie) Remseck am Neckar (Bade-Wurtemberg) Renchen (Bade-Wurtemberg) Rendsburg (Schleswig-Holstein) Rennerod (Rhénanie-Palatinat) Renningen (Bade-Wurtemberg) Rerik (Mecklembourg-Poméranie-Occidentale) Rethem (Aller) (Basse-Saxe) Reutlingen (Bade-Wurtemberg) Rheda-Wiedenbrück (Rhénanie-du-Nord-Westphalie) Rhede (Rhénanie-du-Nord-Westphalie) Rheinau (Bade-Wurtemberg) Rheinbach (Rhénanie-du-Nord-Westphalie) Rheinberg (Rhénanie-du-Nord-Westphalie) Rheine (Rhénanie-du-Nord-Westphalie) Rheinfelden (Baden) (Bade-Wurtemberg) Rheinsberg (Brandebourg) Rheinstetten (Bade-Wurtemberg) Rhens (Rhénanie-Palatinat) Rhinow (Brandebourg) Ribnitz-Damgarten (Mecklembourg-Poméranie-Occidentale) Richtenberg (Mecklembourg-Poméranie-Occidentale) Riedenburg (Bavière) Riedlingen (Bade-Wurtemberg) Riedstadt (Hesse) Rieneck (Bavière) Riesa (Saxe) Rietberg (Rhénanie-du-Nord-Westphalie) Rinteln (Basse-Saxe) Röbel/Müritz (Mecklembourg-Poméranie-Occidentale) Rochlitz (Saxe) Rockenhausen (Rhénanie-Palatinat) Rodalben (Rhénanie-Palatinat) Rodenberg (Basse-Saxe) Rödental (Bavière) | Rödermark (Hesse) Rodewisch (Saxe) Rodgau (Hesse) Roding (Bavière) Römhild (Thuringe) Romrod (Hesse) Ronneburg (Thuringe) Ronnenberg (Basse-Saxe) Rosbach vor der Höhe (Hesse) Rosenfeld (Bade-Wurtemberg) Rosenheim (Bavière) Rosenthal (Hesse) Rösrath (Rhénanie-du-Nord-Westphalie) Roßlau (Elbe) (Saxe-Anhalt) Roßleben (Thuringe) Roßwein (Saxe) Rostock (Mecklembourg-Poméranie-Occidentale / Ville hanséatique) Rotenburg an der Fulda (Hesse) Rotenburg (Wümme) (Basse-Saxe) Roth (Bavière) Rötha (Saxe) Röthenbach an der Pegnitz (Bavière) Rothenburg (Saxe) Rothenburg ob der Tauber (Bavière) Rothenfels (Bavière) Rottenburg am Neckar (Bade-Wurtemberg) Rottenburg a.d.Laaber (Bavière) Röttingen (Bavière) Rottweil (Bade-Wurtemberg) Rötz (Bavière) Rüdesheim am Rhein (Hesse) Rudolstadt (Thuringe) Ruhla (Thuringe) Ruhland (Brandebourg) Runkel (Hesse) Rüsselsheim (Hesse) Rüthen (Rhénanie-du-Nord-Westphalie) |

## S
| | | |
| Saalburg-Ebersdorf (Thuringe) Saalfeld (Thuringe) Sarrelouis (Sarre) Sachsenheim (Bade-Wurtemberg) Saint-Andréasberg (Basse-Saxe) Saint-Ingbert (Sarre) Saint-Wendel (Sarre) Salzgitter (Basse-Saxe) Salzkotten (Rhénanie-du-Nord-Westphalie) Salzwedel (Saxe-Anhalt) Sandau (Elbe) (Saxe-Anhalt) Sandersleben (Saxe-Anhalt) Sangerhausen (Saxe-Anhalt) Sankt Augustin (Rhénanie-du-Nord-Westphalie) Sankt Goar (Rhénanie-Palatinat) Saint-Goarshausen (Rhénanie-Palatinat) Sarrebourg (Rhénanie-Palatinat) Sarrebruck (capitale du Land de Sarre) Sarstedt (Basse-Saxe) Sassenberg (Rhénanie-du-Nord-Westphalie) Sassnitz (Mecklembourg-Poméranie-Occidentale) Saxehagen (Basse-Saxe) Sayda (Saxe) Schafstädt (Saxe-Anhalt) Schalkau (Thuringe) Schauenstein (Bavière) Scheer (Bade-Wurtemberg) Scheibenberg (Saxe) Scheinfeld (Bavière) Schelklingen (Bade-Wurtemberg) Schenefeld (Schleswig-Holstein) Scheßlitz (Bavière) Schieder-Schwalenberg (NRW) Schifferstadt (Rhénanie-Palatinat) Schildau, Gneisenaustadt (Saxe) Schillingsfürst (Bavière) Schiltach (Bade-Wurtemberg) Schirgiswalde (Saxe) Schkeuditz (Saxe) Schkölen (Thuringe) Schleiden (Rhénanie-du-Nord-Westphalie) Schleiz (Thuringe) Schleswig (Schleswig-Holstein) Schlettau (Saxe) Schleusingen (Thuringe) Schlieben (Brandebourg) Schlitz (Hesse) Schloß Holte-Stukenbrock (NRW) Schlotheim (Thuringe) Schlüchtern (Hesse) Schlüsselfeld (Bavière) Schmalkalden (Thuringe) Schmallenberg (Rhénanie-du-Nord-Westphalie) Schmölln (Thuringe) Schnackenburg (Basse-Saxe) Schnaittenbach (Bavière) Schneeberg (Saxe) Schneverdingen (Basse-Saxe) Schömberg (Bade-Wurtemberg) Schönau (Bade-Wurtemberg) Schönau im Schwarzwald (Bade-Wurtemberg) Schönberg (Mecklembourg-Poméranie-Occidentale) Schönebeck (Elbe) (Saxe-Anhalt) Schöneck/Vogtl. (Saxe) Schönewalde (Brandebourg) Schongau (Bavière) Schöningen (Basse-Saxe) Schönsee (Bavière) Schönwald (Bavière) Schopfheim (Bade-Wurtemberg) | Schöppenstedt (Basse-Saxe) Schorndorf (Bade-Wurtemberg) Schortens (Basse-Saxe) Schotten (Hesse) Schramberg (Bade-Wurtemberg) Schraplau (Saxe-Anhalt) Schriesheim (Bade-Wurtemberg) Schrobenhausen (Bavière) Schrozberg (Bade-Wurtemberg) Schüttorf (Basse-Saxe) Schwaan (Mecklembourg-Poméranie-Occidentale) Schwabach (Bavière) Schwäbisch Gmünd (Bade-Wurtemberg) Schwäbisch Hall (Bade-Wurtemberg) Schwabmünchen (Bavière) Schwaigern (Bade-Wurtemberg) Schwalbach am Taunus (Hesse) Schwalmstadt (Hesse) Schwandorf (Bavière) Schwanebeck (Saxe-Anhalt) Schwarzenbach am Wald (Bavière) Schwarzenbach an der Saale (Bavière) Schwarzenbek (Schleswig-Holstein) Schwarzenberg/Erzgeb. (Saxe) Schwarzenborn (Hesse) Schwarzheide (Brandebourg) Schwedt/Oder (Brandebourg) Schweich (Rhénanie-Palatinat) Schweinfurt (Bavière) Schwelm (Rhénanie-du-Nord-Westphalie) Schwerin (capitale du Land de Mecklembourg-Poméranie-Occidentale) Schwerte (Rhénanie-du-Nord-Westphalie) Schwetzingen (Bade-Wurtemberg) Sebnitz (Saxe) Seehausen (Saxe-Anhalt) Seehausen (Altmark) (Saxe-Anhalt) Seelow (Brandebourg) Seelze (Basse-Saxe) Seesen (Basse-Saxe) Sehnde (Basse-Saxe) Seifhennersdorf (Saxe) Selb (Bavière) Selbitz (Bavière) Seligenstadt (Hesse) Selm (Rhénanie-du-Nord-Westphalie) Selters (Westerwald) (Rhénanie-Palatinat) Senden (Bavière) Sendenhorst (Rhénanie-du-Nord-Westphalie) Senftenberg (Brandebourg) Seßlach (Bavière) Siegburg (Rhénanie-du-Nord-Westphalie) Siegen (Rhénanie-du-Nord-Westphalie) Sigmaringen (Bade-Wurtemberg) Simbach am Inn (Bavière) Simmern/Hunsrück (Rhénanie-Palatinat) Sindelfingen (Bade-Wurtemberg) Singen (Hohentwiel) (Bade-Wurtemberg) Sinsheim (Bade-Wurtemberg) Sinzig (Rhénanie-Palatinat) Soest (Rhénanie-du-Nord-Westphalie) Solingen (Rhénanie-du-Nord-Westphalie) Solms (Hesse) Soltau (Basse-Saxe) Sömmerda (Thuringe) Sondershausen (Thuringe) Sonneberg (Thuringe) | Sonnewalde (Brandebourg) Sonthofen (Bavière) Sontra (Hesse) Spaichingen (Bade-Wurtemberg) Spalt (Bavière) Spangenberg (Hesse) Spenge (Rhénanie-du-Nord-Westphalie) Spire (Rhénanie-Palatinat) Spremberg (Brandebourg) Springe (Basse-Saxe) Sprockhövel (Rhénanie-du-Nord-Westphalie) St. Blasien (Bade-Wurtemberg) St. Georgen im Schwarzwald (BW) Stade (Basse-Saxe) Stadtallendorf (Hesse) Stadtbergen (Bavière) Stadthagen (Basse-Saxe) Stadtilm (Thuringe) Stadtlengsfeld (Thuringe) Stadtlohn (Rhénanie-du-Nord-Westphalie) Stadtoldendorf (Basse-Saxe) Stadtprozelten (Bavière) Stadtroda (Thuringe) Stadtsteinach (Bavière) Stadt Wehlen (Saxe) Starnberg (Bavière) Staßfurt (Saxe-Anhalt) Staufen im Breisgau (Bade-Wurtemberg) Staufenberg (Hesse) Stavenhagen, Reuterstadt (Mecklembourg-Poméranie-Occidentale) Stein (Bavière) Steinach (Thuringe) Steinau an der Straße (Hesse) Steinbach-Hallenberg (Thuringe) Steinbach (Taunus) (Hesse) Steinfurt (Rhénanie-du-Nord-Westphalie) Steinheim (Rhénanie-du-Nord-Westphalie) Steinheim an der Murr (Bade-Wurtemberg) Stendal (Saxe-Anhalt) Sternberg (Mecklembourg-Poméranie-Occidentale) Stockach (Bade-Wurtemberg) Stolberg (Harz) (Saxe-Anhalt) Stolberg (Rhld.) (Rhénanie-du-Nord-Westphalie) Stollberg/Erzgeb. (Saxe) Stolpen (Saxe) Storkow (Mark) (Brandebourg) Stößen (Saxe-Anhalt) Straelen (Rhénanie-du-Nord-Westphalie) Stralsund, Ville hanséatique (Mecklembourg-Poméranie-Occidentale) Strasburg (Uckermark) (Mecklembourg-Poméranie-Occidentale) Straubing (Bavière) Strausberg (Brandebourg) Strehla (Saxe) Stromberg (Rhénanie-Palatinat) Stühlingen (Bade-Wurtemberg) Stutensee (Bade-Wurtemberg) Stuttgart (capitale du Land de Bade-Wurtemberg) Suhl (Thuringe) Sulingen (Basse-Saxe) Sulz am Neckar (Bade-Wurtemberg) Sulzbach/Saar (Sarre) Sulzbach-Rosenberg (Bavière) Sulzburg (Bade-Wurtemberg) Sundern (Sauerland) (Rhénanie-du-Nord-Westphalie) Süßen (Bade-Wurtemberg) Syke (Basse-Saxe) |

- Haut – A
- B
- C
- D
- E
- F
- G
- H
- I
- J
- K
- L
- M
- N
- O
- P
- Q
- R
- S
- T
- U
- V
- W
- X
- Y
- Z

## T
| | | |
| Tambach-Dietharz (Thuringe) Tangerhütte (Saxe-Anhalt) Tangermünde (Saxe-Anhalt) Tann (Rhön) (Hesse) Tanna (Thuringe) Tauberbischofsheim (Bade-Wurtemberg) Taucha (Saxe) Taunusstein (Hesse) Tecklenburg (Rhénanie-du-Nord-Westphalie) Tegernsee (Bavière) Telgte (Rhénanie-du-Nord-Westphalie) Teltow (Brandebourg) Templin (Brandebourg) Tengen (Bade-Wurtemberg) Tessin (Mecklembourg-Poméranie-Occidentale) Teterow (Mecklembourg-Poméranie-Occidentale) Tettnang (Bade-Wurtemberg) Teublitz (Bavière) Teuchern (Saxe-Anhalt) Teupitz (Brandebourg) | Teuschnitz (Bavière) Thale (Saxe-Anhalt) Thalheim/Erzgeb. (Saxe) Thannhausen (Bavière) Tharandt (Saxe) Themar (Thuringe) Thum (Saxe) Tirschenreuth (Bavière) Titisee-Neustadt (Bade-Wurtemberg) Tittmoning (Bavière) Todtnau (Bade-Wurtemberg) Töging am Inn (Bavière) Tönisvorst (Rhénanie-du-Nord-Westphalie) Tönning (Schleswig-Holstein) Torgau (Saxe) Torgelow (Mecklembourg-Poméranie-Occidentale) Tornesch (Schleswig-Holstein) Traben-Trarbach (Rhénanie-Palatinat) Traunreut (Bavière) | Traunstein (Bavière) Trebbin (Brandebourg) Trebsen/Mulde (Saxe) Treffurt (Thuringe) Trendelburg (Hesse) Treuchtlingen (Bavière) Treuen (Saxe) Treuenbrietzen (Brandebourg) Trèves (Rhénanie-Palatinat) Triberg im Schwarzwald (Bade-Wurtemberg) Tribsees (Mecklembourg-Poméranie-Occidentale) Triptis (Thuringe) Trochtelfingen (Bade-Wurtemberg) Troisdorf (Rhénanie-du-Nord-Westphalie) Trossingen (Bade-Wurtemberg) Trostberg (Bavière) Tübingen (Bade-Wurtemberg) Tuttlingen (Bade-Wurtemberg) Twistringen (Basse-Saxe) |

## U
| | | |
| Übach-Palenberg (Rhénanie-du-Nord-Westphalie) Überlingen (Bade-Wurtemberg) Uebigau-Wahrenbrück (Brandebourg) Ueckermünde (Mecklembourg-Poméranie-Occidentale) Uelzen (Basse-Saxe) Uetersen (Schleswig-Holstein) | Uffenheim (Bavière) Uhingen (Bade-Wurtemberg) Ulm (Bade-Wurtemberg) Ulrichstein (Hesse) Ummerstadt (Thuringe) Undenheim Unkel (Rhénanie-Palatinat) | Unna (Rhénanie-du-Nord-Westphalie) Unterschleißheim (Bavière) Usedom (Mecklembourg-Poméranie-Occidentale) Usingen (Hesse) Uslar (Basse-Saxe) |

## V
| | | |
| Vacha (Thuringe) Vaihingen an der Enz (Bade-Wurtemberg) Vallendar (Rhénanie-Palatinat) Varel (Basse-Saxe) Vechta (Basse-Saxe) Velbert (Rhénanie-du-Nord-Westphalie) Velburg (Bavière) Velden (Bavière) Vellberg (Bade-Wurtemberg) Vellmar (Hesse) Velten (Brandebourg) Verden (Aller) (Basse-Saxe) | Veringenstadt (Bade-Wurtemberg) Versmold (Rhénanie-du-Nord-Westphalie) Vetschau/Spreewald (Brandebourg) Viechtach (Bavière) Vienenburg (Basse-Saxe) Viernheim (Hesse) Viersen (Rhénanie-du-Nord-Westphalie) Villingen-Schwenningen (Bade-Wurtemberg) Vilsbiburg (Bavière) Vilseck (Bavière) Vilshofen an der Donau (Bavière) Visselhövede (Basse-Saxe) | Vlotho (Rhénanie-du-Nord-Westphalie) Voerde (Rhénanie-du-Nord-Westphalie) Vogtsburg im Kaiserstuhl (B.-Württ.) Vohburg an der Donau (Bavière) Vohenstrauß (Bavière) Vöhrenbach (Bade-Wurtemberg) Vöhringen (Bavière) Volkach (Bavière) Völklingen (Sarre) Volkmarsen (Hesse) Vreden (Rhénanie-du-Nord-Westphalie) |

- Haut – A
- B
- C
- D
- E
- F
- G
- H
- I
- J
- K
- L
- M
- N
- O
- P
- Q
- R
- S
- T
- U
- V
- W
- X
- Y
- Z

## W
| | | |
| Wachenheim an der Weinstraße (Rhl.-Pf.) Wächtersbach (Hesse) Wadern (Sarre) Waghäusel (Bade-Wurtemberg) Wahlstedt (Schleswig-Holstein) Waiblingen (Bade-Wurtemberg) Waibstadt (Bade-Wurtemberg) Waischenfeld (Bavière) Waldbröl (Rhénanie-du-Nord-Westphalie) Waldeck (Hesse) Waldenbuch (Bade-Wurtemberg) Waldenburg (Saxe) Waldenburg (Bade-Wurtemberg) Waldershof (Bavière) Waldheim (Saxe) Waldkappel (Hesse) Waldkirch (Bade-Wurtemberg) Waldkirchen (Bavière) Waldkraiburg (Bavière) Waldmünchen (Bavière) Waldsassen (Bavière) Waldshut-Tiengen (Bade-Wurtemberg) Walldorf (Bade-Wurtemberg) Walldürn (Bade-Wurtemberg) Wallenfels (Bavière) Walsrode (Basse-Saxe) Waltershausen (Thuringe) Waltrop (Rhénanie-du-Nord-Westphalie) Wanfried (Hesse) Wangen im Allgäu (Bade-Wurtemberg) Wanzleben (Saxe-Anhalt) Warburg (Rhénanie-du-Nord-Westphalie) Waren (Müritz) (Mecklembourg-Poméranie-Occidentale) Warendorf (Rhénanie-du-Nord-Westphalie) Warin (Mecklembourg-Poméranie-Occidentale) Warstein (Rhénanie-du-Nord-Westphalie) Wassenberg (Rhénanie-du-Nord-Westphalie) Wasserburg am Inn (Bavière) Wassertrüdingen (Bavière) Wasungen (Thuringe) Wedel (Schleswig-Holstein) Weener (Basse-Saxe) Wegberg (Rhénanie-du-Nord-Westphalie) Wegeleben (Saxe-Anhalt) Wehr (Bade-Wurtemberg) Weida (Thuringe) Weiden in der Oberpfalz (Bavière) Weikersheim (Bade-Wurtemberg) Weil am Rhein (Bade-Wurtemberg) Weilbourg (Hesse) Weil der Stadt (Bade-Wurtemberg) Weilheim an der Teck (Bade-Wurtemberg) Weilheim in Oberbayern (Bavière) Weimar (Thuringe) | Weingarten (Bade-Wurtemberg) Weinheim (Bade-Wurtemberg) Weinsberg (Bade-Wurtemberg) Weinstadt (Bade-Wurtemberg) Weismain (Bavière) Weißenberg (Saxe) Weißenburg in Bayern (Bavière) Weißenfels (Saxe-Anhalt) Weißenhorn (Bavière) Weißensee (Thuringe) Weißenstadt (Bavière) Weißenthurm (Rhénanie-Palatinat) Weißwasser (Saxe) Weiterstadt (Hesse) Welzheim (Bade-Wurtemberg) Welzow (Brandebourg) Wemding (Bavière) Wendlingen am Neckar (Bade-Wurtemberg) Werben (Saxe-Anhalt) Werdau (Saxe) Werder (Havel) (Brandebourg) Werdohl (Rhénanie-du-Nord-Westphalie) Werl (Rhénanie-du-Nord-Westphalie) Wermelskirchen (Rhénanie-du-Nord-Westphalie) Wernau (Neckar) (Bade-Wurtemberg) Werne (Rhénanie-du-Nord-Westphalie) Werneuchen (Brandebourg) Wernigerode (Saxe-Anhalt) Wertheim (Bade-Wurtemberg) Werther (Westf.) (Rhénanie-du-Nord-Westphalie) Wertingen (Bavière) Wesel (Rhénanie-du-Nord-Westphalie) Wesenberg (Mecklembourg-Poméranie-Occidentale) Wesselburen (Schleswig-Holstein) Wesseling (Rhénanie-du-Nord-Westphalie) Westerburg (Rhénanie-Palatinat) Westerland (Schleswig-Holstein) Westerstede (Basse-Saxe) Wetter (Hesse) Wetter (Ruhr) (Rhénanie-du-Nord-Westphalie) Wettin (Saxe-Anhalt) Wetzlar (Hesse) Widdern (Bade-Wurtemberg) Wiehe (Thuringe) Wiehl (Rhénanie-du-Nord-Westphalie) Wiesbaden (capitale du Land de Hesse) Wiesmoor (Basse-Saxe) Wiesensteig (Bade-Wurtemberg) Wiesloch (Bade-Wurtemberg) Wildberg (Bade-Wurtemberg) Wildemann (Basse-Saxe) Wildenfels (Saxe) Wildeshausen (Basse-Saxe) Wilhelmshaven (Basse-Saxe) | Wilkau-Haßlau (Saxe) Willebadessen (Rhénanie-du-Nord-Westphalie) Willich (Rhénanie-du-Nord-Westphalie) Wilsdruff (Saxe) Wilster (Schleswig-Holstein) Wilthen (Saxe) Windischeschenbach (Bavière) Windsbach (Bavière) Winnenden (Bade-Wurtemberg) Winsen (Luhe) (Basse-Saxe) Winterberg (Rhénanie-du-Nord-Westphalie) Wipperfürth (Rhénanie-du-Nord-Westphalie) Wirges (Rhénanie-Palatinat) Wismar (Mecklembourg-Poméranie-Occidentale / Ville hanséatique) Wissen (Rhénanie-Palatinat) Witten (Rhénanie-du-Nord-Westphalie) Wittemberg, Lutherstadt (Saxe-Anhalt) Wittenberge (Brandebourg) Wittenburg (Mecklembourg-Poméranie-Occidentale) Wittichenau (Saxe) Wittlich (Rhénanie-Palatinat) Wittingen (Basse-Saxe) Wittmund (Basse-Saxe) Wittstock/Dosse (Brandebourg) Witzenhausen (Hesse) Woldegk (Mecklembourg-Poméranie-Occidentale) Wolfach (Bade-Wurtemberg) Wolfen (Saxe-Anhalt) Wolfenbüttel (Basse-Saxe) Wolfhagen (Hesse) Wolframs-Eschenbach (Bavière) Wolfratshausen (Bavière) Wolfsbourg (Basse-Saxe) Wolfstein (Rhénanie-Palatinat) Wolgast (Mecklembourg-Poméranie-Occidentale) Wolkenstein (Saxe) Wolmirstedt (Saxe-Anhalt) Wörlitz (Saxe-Anhalt) Worms (Rhénanie-Palatinat) Wörth am Rhein (Rhénanie-Palatinat) Wörth an der Donau (Bavière) Wörth am Main (Bavière) Wriezen (Brandebourg) Wülfrath (Rhénanie-du-Nord-Westphalie) Wunsiedel (Bavière) Wunstorf (Basse-Saxe) Wuppertal (Rhénanie-du-Nord-Westphalie) Würselen (Rhénanie-du-Nord-Westphalie) Wurtzbourg (Bavière) Wurzbach (Thuringe) Wurzen (Saxe) Wustrow (Wendland) (Basse-Saxe) Wyk auf Föhr (Schleswig-Holstein) |

## X
|                                      |  |  |
| Xanten (Rhénanie-du-Nord-Westphalie) |  |  |

## Z
| | | |
| Zahna (Saxe-Anhalt) Zarrentin am Schaalsee (Mecklembourg-Poméranie-Occidentale) Zehdenick (Brandebourg) Zeil am Main (Bavière) Zeitz (Saxe-Anhalt) Zell am Harmersbach (Bade-Wurtemberg) Zell im Wiesental (Bade-Wurtemberg) Zell (Moselle) (Rhénanie-Palatinat) Zella-Mehlis (Thuringe) | Zerbst (Saxe-Anhalt) Zeulenroda-Triebes (Thuringe) Zeven (Basse-Saxe) Ziegenrück (Thuringe) Zierenberg (Hesse) Ziesar (Brandebourg) Zirndorf (Bavière) Zittau (Saxe) Zöblitz (Saxe) Zörbig (Saxe-Anhalt) | Zossen (Brandebourg) Zschopau (Saxe) Zülpich (Rhénanie-du-Nord-Westphalie) Zwenkau (Saxe) Zwickau (Saxe) Zwiesel (Bavière) Zwingenberg (Hesse) Zwönitz (Saxe) |

- Haut – A
- B
- C
- D
- E
- F
- G
- H
- I
- J
- K
- L
- M
- N
- O
- P
- Q
- R
- S
- T
- U
- V
- W
- X
- Y
- Z